# Geluidswal

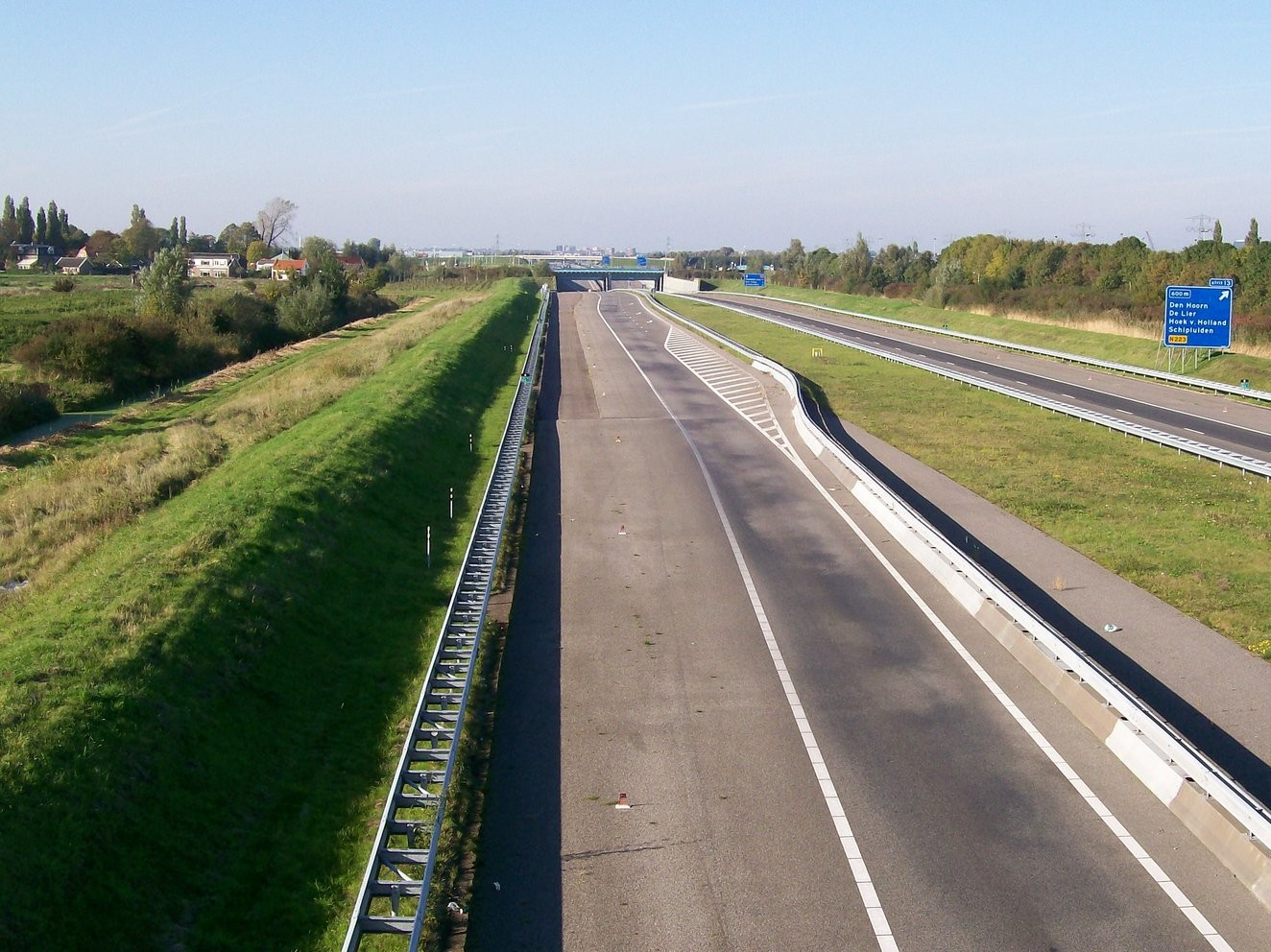
Geluidswal langs de A4 bij Delft

Een geluidswal is een grondlichaam of een soort dijk die naast een weg of spoorlijn wordt neergelegd om de geluidshinder te beperken voor de mensen die achter de wal wonen of verblijven. 
Net zoals voor een geluidsscherm het geval is, hangt de geluidsreductie van een wal af van de hoogte ervan. Omdat geluidsstralen makkelijk om de brede en glooiende bovenkant van een wal heenbuigen, is een geluidswal minder effectief dan een geluidsscherm. Dit effect wordt nog versterkt doordat de top van de geluidswal verder van de geluidsbron af ligt dan de top van een mogelijk even hoog geluidsscherm. Bovendien vraagt een wal meer ruimte. Om de akoestische nadelen van een wal te ondervangen, wordt weleens een laag scherm op de top van de wal geplaatst.
Ondanks de genoemde nadelen kan toepassing van een wal voordelen bieden, in verband met lagere kosten die voor een hoog geluidsscherm vanwege de benodigde fundering aanzienlijk kunnen zijn, zeker op de slappe Nederlandse bodem, of in verband met het natuurlijker karakter van een wal en de mogelijkheid de wal te combineren met bijvoorbeeld een stadspark. Een laatste voordeel van een wal is dat er eventuele vervuilde grond voor kan worden gebruikt, die elders is vrijgekomen.

## Fotogalerij

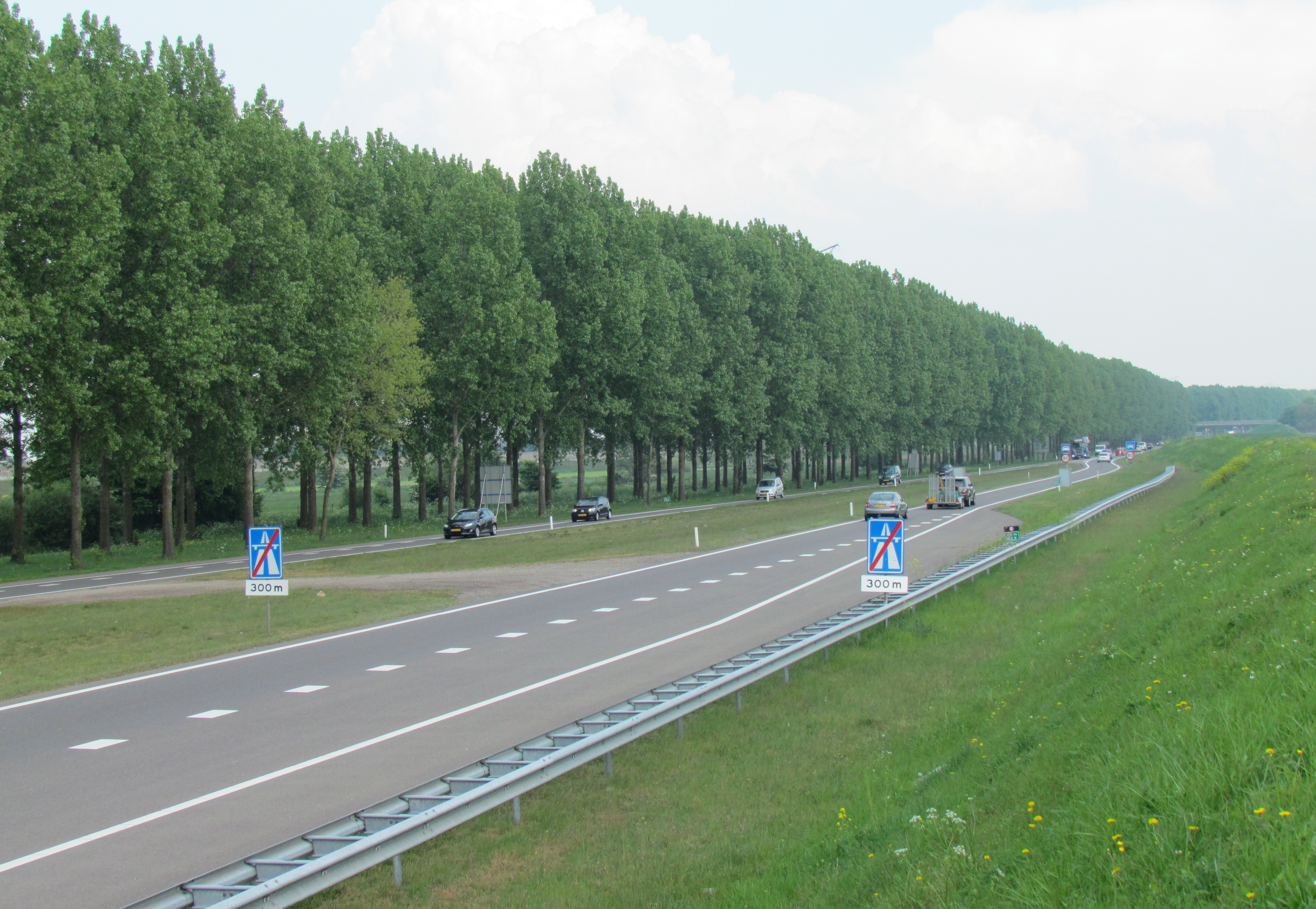
Geluidswal bij de A15 in Bemmel